# Coelioxys haemorrhoa
Coelioxys haemorrhoa är en biart som beskrevs av Förster 1853. Coelioxys haemorrhoa ingår i släktet kägelbin, och familjen buksamlarbin. Inga underarter finns listade i Catalogue of Life.